# Eldar Shafir
Eldar Shafir – amerykański ekonomista, specjalizujący się w ekonomii behawioralnej. Jest profesorem Wydziału Psychologii oraz Szkoły Spraw Publicznych i Międzynarodowych na Uniwersytecie Princeton.